# Ralph Bergold
Ralph Bergold (* 1958 in Schwetzingen) ist ein deutscher Religionspädagoge und Erwachsenenbildner.

## Leben
Ralph Bergold studierte von 1980 bis 1988 nach seinem Abitur in Kiel katholische Theologie, Biologie und Pädagogik an der Ruhr-Universität Bochum sowie Westfälischen Wilhelms-Universität Münster mit Abschluss als Diplomtheologe und Biologe. Nach seiner Promotion 1988 in Dogmatik zu Grenzfragen zwischen Schöpfungstheologie und Evolutionsbiologie bei Herbert Vorgrimler in Münster absolvierte er ein Referendariat sowie die Zweite Staatsprüfung für das Lehramt in Meppen. Er war Referent für Religionspädagogik in der Schulabteilung im Generalvikariat des Bistums Hildesheim (1990–1996) und unterrichtete am Gymnasium Josephinum Hildesheim und war anschließend hauptamtlicher Bundesgeschäftsführer der Katholischen Bundesarbeitsgemeinschaft für Erwachsenenbildung (KEB) in Bonn (1996–2005). Nach seiner Habilitation 2004 im Fach Religionspädagogik an der Otto-Friedrich-Universität Bamberg erhielt er die venia legendi im Fach Religionspädagogik und war als Privatdozent in Bamberg tätig.
Seit 2009 ist er apl. Professor für Religionspädagogik und Didaktik des Religionsunterrichts in Bamberg. Von 2010 bis 2019 hatte er eine ständige Gastprofessur an der Philosophisch-Theologischen Hochschule St. Augustin inne. Von 2019 bis 2022 führte er die Gastprofessur an der Kölner Hochschule für Katholische Theologie, Köln fort. Weiterhin ist er Lehrbeauftragter an der Universität Bonn. Von Oktober 2005 bis September 2024 war er Direktor des Katholisch-Sozialen Instituts (KSI), zunächst in Bad Honnef, seit 2017 in Siegburg.
Er ist verheiratet und hat vier Kinder.

## Wirken
Hauptlehr- und -forschungsgebiete Bergolds sind die Religiöse Erwachsenenbildung, die Didaktik des Religionsunterrichts, die Wertevermittlung in Bildungsprozessen sowie die Lern- und Bildungsprozesse bei Erwachsenen.
Er engagiert sich in zahlreichen Ehrenämtern, darunter als Vorstandsmitglied in der Katholischen Bundesarbeitsgemeinschaft für Erwachsenenbildung sowie als Mitglied im wissenschaftlichen Beirat des Deutschen Instituts für Erwachsenenbildung (DIE). Darüber hinaus wirkt er in der Arbeitsgemeinschaft Katholische Religionspädagogik und Katechetik (AKRK). Er ist Mitglied im Kuratorium der Kardinal-Höffner-Stiftung und dem Vorstand der Joseph-Höffner-Gesellschaft. Er ist Mitglied des Bund Katholischer Unternehmer (BKU).
Seit 2014 ist er Vorsitzender von Ordo Socialis, einer wissenschaftlichen Vereinigung zur Förderung der Christlichen Soziallehre.
Er ist u. a. seit 1996 Mitherausgeber der Zeitschrift „EB – Erwachsenenbildung. Vierteljahresschrift für Theorie und Praxis“. Von 1992 bis 1995 war er verantwortlich für die Konzeption, Herausgabe und Mitautor der Schulbuchreihe „Netzwerk für Religion und Ethik in der Sekundarstufe II“. 1995 entwickelte er ein Unterrichtsmodell zur konfessionellen Kooperation für katholische Religionslehre in der Sekundarstufe II.

## Schriften
- Der Glaube vor dem Anspruch der Wissenschaft. Frankfurt, Bern, New York, Paris, 1991 (Dissertationsschrift).
- Natürlich Natur. Reihe Netzwerk, Hildesheim, Donauwörth, Leipzig, Berlin 1994.
- Ich bin so frei... Zur Aktualität des christlichen Freiheitsverständnisses. Ein Unterrichtsmodell. Loccum 1995.
- zusammen mit Jörg Knoll, Annette Mörchen: In der Gruppe liegt das Potential – Wege zum selbstorganisierten Lernen. KBE 1999, ISBN 3-695-42156-8.
- zusammen mit Detlef Knopf, Annette Mörchen: Altersbildung an der Schwelle des neuen Jahrhunderts., KBE 1999, ISBN 3-429-02232-0.
- zusammen mit Annette Mörchen, Ortfried Schäffter: Variationen institutioneller Öffnung in der Erwachsenenbildung. Bitter 2002, ISBN 3-933480-17-5.
- Treffpunkt Lernen – ein lernendes Entwicklungsprojekt. Bitter 2002, ISBN 3-933480-16-7.
- mit Michael Fassnacht (Herausgeber), Hermann Flothkötter (Herausgeber, Autor), Bernhard Nacke (Herausgeber) et al.: Im Wandel bleibt der Kern: Christliche Glaubensvermittlung unter dem Einfluss wechselnder gesellschaftlicher Rahmenbedingungen. Dialogverlag 2007, ISBN 3-937961-50-X.
- zusammen mit Helga Gisbertz, Gerhard Kruip: Treffpunkt Ethik: Internetbasierte Lernumgebungen für ethische Diskurse.  (= EB-Buch) Bertelsmann 2007, ISBN 3-7639-3538-X.
- zusammen mit Reinhard Hohmann: Europa. Seine Werte. Seine Zukunft. Erzdiözese Köln 2007, ISBN 3-927566-41-1.
- zusammen mit Manfred Becker-Huberti: For ever young: Ideal, Hoffnung, Drohung? Erzdiözese Köln 2008, ISBN 3-927566-42-X.
- zusammen mit Manfred Becker-Huberti: Was glaubt, wer nicht glaubt? Erzdiözese Köln 2009, ISBN 3-927566-44-6.
- zusammen mit Annette Mörchen: Zukunftsfaktor bürgerschaftliches Engagement: Chancen für kommunale Entwicklung. Erzdiözese Köln 2010, ISBN 3-927566-45-4.
- zusammen mit Hans Nitsche: Dienst in der Kirche: Kommentare, Vorträge, Aufsätze... von Dompropst Dr. Norbert Feldhoff. Erzdiözese Köln 2011, ISBN 3-927566-47-0.
- zusammen mit Hans Nitsche: 1963: Ein besonderes Jahr für Kirche und Welt. Erzdiözese Köln 2013, ISBN 3-927566-53-5.
- zusammen mit Walter Boscheinen, Alexander Brehm, Hans Nitsche: Tag für Tag: Ein Wegbegleiter durch das Jahr. Erzdiözese Köln 2013, ISBN 3-927566-51-9.
- zusammen mit Horst Ziegler: Neue Vermessungen: Katholische Erwachsenenbildung heute im Spannungsfeld von Kirche und Gesellschaft. Krüger Druck + Verlag 2013, ISBN 3-9814952-7-6.
- zusammen mit Reinhold Boschki: Einführung in die religiöse Erwachsenenbildung, WBG (Wissenschaftliche Buchgesellschaft) Darmstadt 2014, ISBN 3-534-25498-8.
- Unter-brechende Ethik. Ein neues religionspädagogisches Konzept für die ethische Bildungsarbeit mit Erwachsenen, Peter Lang, Frankfurt am Main 2005, ISBN 3-631-54227-5.
- zusammen mit Reinhold Boschki: Einführung in die religiöse Erwachsenenbildung. Darmstadt 2014.